# Chapa, pintura, lifting
Chapa, pintura, lifting es el décimo álbum del grupo uruguayo de Art Rock, La Tabaré, lanzado en 2009 a través del sello Bizarro Records, en formato CD, donde predominan nuevas versiones de temas ya grabados previamente. Además se incluyen dos canciones nuevas: "El Kafkarudo" y "BDSM"; "Gurisito", una versión de la legendaria canción de Daniel Viglietti y "Crua Chan" una versión de la canción de la banda argentina Sumo.

## Contexto
Las interna de la banda había cambiado sustancialmente y eran épocas conflictivas. Se resolvió a pesar de Rivero, desarmar la cooperativa (que había funcionado como tal desde 1985) y que quedara integrada solo por cuatro de los miembros, dejando afuera al sonidista, bajista y baterista, pasando estos a ser músicos contratados. Así se convertía a La Tabaré en una empresa, nada más lejano que lo que Rivero pretendía de una verdadera banda de rock. 
En este contexto pasan a formar parte del catálogo de Bizarro Records. De inmediato se les propone realizar un disco de “grandes éxitos”, regrabando las canciones más pedidas por el público en sus recitales, y a pesar de Rivero, el disco se realiza. El 15 de abril de 2007 participan en el mega festival “Vive Latino” en el Club Hípico de Santiago de Chile, junto a renombradas varias bandas chilenas y argentinas, presentando ahí varias canciones del disco a salir. El programa de TV “La Púa” vuelve a realizar otro especial dedicado a la participación de La Tabaré en ese festival. A los dos días, parten hacia España y el 20 de abril se presentan en el Sala Teatro Apolo, en Barcelona y el 22 en la sala El Loco, en Valencia. Al regresar a Montevideo, Rivero decide dar por finalizada esta etapa y volver a reconstruir con otros músicos, todo el grupo y la cooperativa.

## Grabación
El 5 de diciembre toda La Tabaré (excepto Rivero) viaja hacia Santiago de Chile, donde son recibidos por Andrés Burghi, residente en esa ciudad. Permanecen una semana, grabando en los Elástika Estudios. Al año siguiente, el 15 y 16 de febrero de 2006, Rivero viaja a Santiago y graba su voz, y el 19 y 20, se mezcla y masteriza.

## Músicos
- Tabaré J. Rivero: voz y guitarra española
- Hernán Rodríguez: guitarras, bajo y voz (en BDSM)
- Mónica Navarro: voz y kazoo

## Músicos invitados
- Diego Varela: bajo
- Fernando Alfaro: batería
- Andrés Burghi: batería en "Romancero"
- Patricia Izubejeres: gaita en "Crua chan!"
- Javier Silvera: voz en "El Tacho de la Basura"
- Rorro (cantante de la banda chilena Sinergia (banda)): voz en "Contracrisis"
- Claudio "Zeus" García (cantante de la banda chilena Los Miserables (banda)): voz en "Epitafio"
- Gonzalo Yáñez: voz en "Flan Flan"
- Herman Klang: teclado en "BDSM"
- Ricardo “Dipa” Dipaolo:  coros
- Pablo Macedo: programación de teclados en "Enemistad"

## Ficha técnica
- Tomas de batería en estudios Akústika: Gonzalo Sepúlveda y Mariano Pavés
- Mezcla, masterización y tomas adicionales en estudios Elástika: Mariano Pavéz
- Producción artística:  Mariano Pavéz, Hernán Rodríguez y Diego Varela
- Producción ejecutiva: Alfonso Carbone y Andrés Burghi
- A&R: Javier Silvera
- Arte de carátula: Oscar Larroca, basado en la carátula del fonograma Just Another Band from L.A. de Frank Zappa[5][6]
- Fotografía: Alejandro Persichetti
- Diseño gráfico: Pablo Cortazzo, sobre idea de Oscar Larroca y Tabaré Rivero
- Track interactivo: Federico Meneses
- Sonido en vivo: Ricardo "Dipa" Dipaolo
- Logística y hospedaje: Andrés Burghi
- Presentismo y soporte psicológico: Lourdes Ferrari
- Mánager: Andrés Rega

## Recepción
En 2015 el álbum alcanzó el Disco de Oro en Uruguay.

## Lista de canciones
Todos  los temas pertenecen en letra y música a Tabaré J. Rivero, excepto los indicados.
| N.º | Título                                                          | Duración |  |
| 1.  | «El Kafkarudo» (letra: T. J. Rivero - música: H. Rodríguez)     | 2:58     |  |
| 2.  | «El tacho de la basura»                                         | 3:04     |  |
| 3.  | «Zona de combate»                                               | 2:34     |  |
| 4.  | «Flan flan (Poesía: Lifting)»                                   | 4:25     |  |
| 5.  | «Crua chan» (L. Prodan - R. Mollo - G. Daffunchio - A. Troglio) | 3:06     |  |
| 6.  | «Un romancero»                                                  | 2:11     |  |
| 7.  | «Las raíces desteñidas»                                         | 1:52     |  |
| 8.  | «La enemistad»                                                  | 2:37     |  |
| 9.  | «Gurisito» (D. Viglietti)                                       | 2:34     |  |
| 10. | «Contracrisis»                                                  | 2:19     |  |
| 11. | «BDSM» (letra: T. J. Rivero - música: H. Rodríguez)             | 2:18     |  |
| 12. | «Excepto»                                                       | 2:31     |  |
| 13. | «Ojalá (Ya no será)»                                            | 3:11     |  |
| 14. | «Epitafio (Poesía: Desamanecer)»                                | 4:08     |  |